# ستيفن دين مور
ستيفن دين مور، (بالإنجليزية: Steven Dean Moore)‏ هو مخرج وكاتب سيناريو ورسوم متحركة أميركي الجنسية. واشتهر بعمله في سلسلة عائلة سيمبسون، حيث أخرج التحريك في 35 حلقة من المسلسل، فضلا عن العديد من حلقات المسلسل راجراتس. وكان مور أيضا أحد أربعة مدراء تسلسل في فيلم آل سمبسون.

## روابط خارجية
- ستيفن دين مور على موقع IMDb (الإنجليزية)
- ستيفن دين مور على موقع قاعدة بيانات الفيلم (الإنجليزية)